# Dzsinnkaladzsi

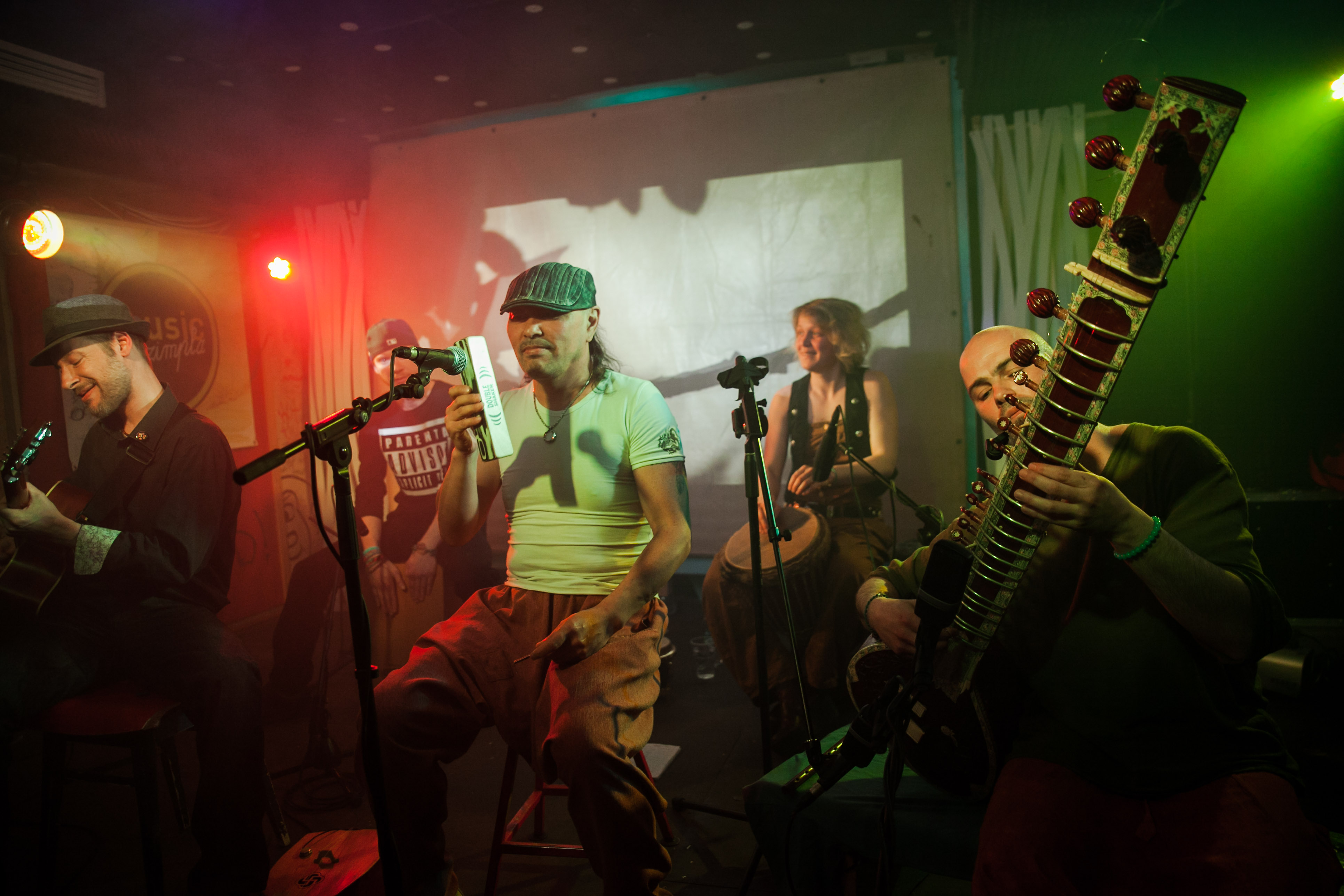
DzsinnKalaDzsi live at Szimpla Kert, Budapest 2017.04.24

A Dzsinnkaladzsi (angolul:Ginkalagee) egy budapesti székhelyű, nemzetközi zenekar, magyar és mongol tagokkal. A zenei stílus amit a zenekar képvisel: fúziós világzene. A hangszerelés a világ összes kontinensét reprezentálja.  A hangszerek között megtalálható a didgeridoo, a Cajón a Topshur, a szitár, a djembe, a darbuka, hallható a duhulla, a bongo, a hegedű, a pánsíp, a gitár, a doromb és a torokéneklés. A dalok stílusa, előadásmódja és szerkezete változatos, teret adva az improvizációnak, a különleges hangok és hangszerek bemutatásának. Különböző tájak és kultúrák zenei elemei jelennek meg, néhol autentikus néhol modern felfogásban.

## Zenekari tagok

### Fő zenekari tagok
- Qingele Qingele (CHI) (ének, topshur, torokének, pánsíp, doromb, percussion)
- Kovács Gergő (HUN) (ének, gitár)
- Nemes-Tóth Csaba (HUN) (szitár, percussion)
- Latorczai Balázs (HUN) (didgeridoo)

### Gyakori vendégzenészek
- Bakai Márton[4] (HUN) (hegedű)